# Ruoni
Der Ruoni (chinesisch 若尼峰, Pinyin Ruò Ní Fēng; auch Bairiga (chinesisch 白日嘎, Pinyin Bái Rì Gä) oder Chombo) ist mit 6882 m der höchste Berg im Kangri Garpo im Osten Chinas Region Tibet.
Der Berg befindet sich an der Grenze der beiden Kreise Bomê und Zayü. Er ist noch unbestiegen. Der 6703 m hohe Lopchin (auch Kangri Garpo II oder Ruoni II) liegt 4,9 km nordwestlich. Der Atagletscher strömt von der Nordseite des Ruoni anfangs nach Norden, wendet sich dann aber nach Osten.

## Besteigungsgeschichte
Im Oktober 2003 versuchte eine japanische Expedition, den Ruoni zu besteigen. Schlechtes Wetter hinderte die Bergsteigergruppe an einer Besteigung.
Der benachbarte Berg Lopchin wurde am 5. November 2009 von zwei Tibetern, die Mitglieder einer chinesisch-japanischen Expedition waren, erstbestiegen.